# Colombia en la clasificación de Conmebol para la Copa Mundial de Fútbol de 1970
La Selección de Colombia es una de las diez selecciones de fútbol que participaron en la Clasificación de Conmebol para la Copa Mundial de Fútbol de 1970, en la que se definieron los representantes de Conmebol para la Copa Mundial de Fútbol de 1970, que se desarrolló en México. 
La etapa preliminar —también denominada eliminatorias— se jugó en América del Sur, desde el 27 de julio de 1969 y finalizó el 31 de agosto de 1969. En las eliminatorias, se jugaron 4 fechas en cada grupo, con partidos de ida y vuelta.
El torneo definió cinco equipos que representaron a la Confederación Sudamericana de Fútbol en la Copa Mundial de Fútbol. Los tres mejor posicionados de cada grupo, se clasificaron directamente a la Copa Mundial de Fútbol de 1970.

## Participante
| Selección de fútbol de Colombia |                                   |                   |
| Ciudad                          | Estadio                           | Entrenador        |
| Bogotá                          | Estadio Nemesio Camacho El Campín | Francisco Zuluaga |
|                                 |                                   |                   |
| Federación Colombiana de Fútbol |                                   |                   |

## Proceso de clasificación
| Equipo    | Pts | PJ | PG | PE | PP | GF | GC | Dif |
| --------- | --- | -- | -- | -- | -- | -- | -- | --- |
| Brasil    | 12  | 6  | 6  | 0  | 0  | 23 | 2  | 21  |
| Paraguay  | 8   | 6  | 4  | 0  | 2  | 6  | 5  | 1   |
| Colombia  | 3   | 6  | 1  | 1  | 4  | 7  | 12 | -5  |
| Venezuela | 1   | 6  | 0  | 1  | 5  | 1  | 18 | -7  |

### Partidos

#### Primera vuelta
| Jornada   | Fecha               | Estadio                     | Local     |                      | Resultado |                      | Visitante |
| --------- | ------------------- | --------------------------- | --------- | -------------------- | --------- | -------------------- | --------- |
| Jornada 1 | 27 de julio de 1969 | El Campín, Bogotá           | Colombia  | Bandera de Colombia  | 3:0       | Bandera de Venezuela | Venezuela |
| Jornada 2 | 2 de agosto de 1969 | Olímpico de la UCV, Caracas | Venezuela | Bandera de Venezuela | 1:1       | Bandera de Colombia  | Colombia  |
| Jornada 3 | 6 de agosto de 1969 | El Campín, Bogotá           | Colombia  | Bandera de Colombia  | 0:2       | Bandera de Brasil    | Brasil    |

#### Segunda vuelta
| Jornada   | Fecha                | Estadio                        | Local    |                     | Resultado |                     | Visitante |
| --------- | -------------------- | ------------------------------ | -------- | ------------------- | --------- | ------------------- | --------- |
| Jornada 4 | 10 de agosto de 1969 | El Campín, Bogotá              | Colombia | Bandera de Colombia | 0:1       | Bandera de Paraguay | Paraguay  |
| Jornada 5 | 21 de agosto de 1969 | Maracaná, Río de Janeiro       | Brasil   | Bandera de Brasil   | 6:2       | Bandera de Colombia | Colombia  |
| Jornada 6 | 24 de agosto de 1969 | Defensores del Chaco, Asunción | Paraguay | Bandera de Paraguay | 2:1       | Bandera de Colombia | Colombia  |

## Estadísticas

### Convocados
Listado de jugadores que participaron en las eliminatorias para la Copa Mundial 1970.
| N.º | Nombre                             | Posición      | Clubes                 |
| --- | ---------------------------------- | ------------- | ---------------------- |
|     | Luis Ángel Largacha                | Portero       | Deportivo de Cali      |
|     | Otoniel Quintana                   | Portero       | Millonarios            |
|     | Arturo Segovia                     | Defensa       | Junior                 |
|     | Hermenegildo Segrera               | Defensa       | Junior                 |
|     | Óscar López Vásquez                | Defensa       | Deportivo de Cali      |
|     | Pedro Manuel Vásquez               | Defensa       | Unión Magdalena        |
|     | Gabriel Hernández                  | Defensa       | Millonarios            |
|     | Luis Eduardo "Camello" Soto        | Defensa       | Millonarios            |
|     | Edgar Gaviria                      | Defensa       | Millonarios            |
|     | Fernando "Bombillo" Castro Alegría | Defensa       | Millonarios            |
|     | Alejandro Brand                    | Mediocampista | Millonarios            |
|     | Mario Agudelo                      | Mediocampista | Deportivo de Cali      |
|     | Óscar Francisco "Pacho" García     | Mediocampista | Millonarios            |
|     | Germán González                    | Mediocampista | Deportivo de Cali      |
|     | Joaquin Sánchez                    | Mediocampista | Deportivo de Cali      |
|     | Jorge Antonio "Tato" González      | Delantero     | Atlético Nacional      |
|     | Jorge Ramírez Gallego              | Delantero     | Deportivo de Cali      |
|     | Norman Ortiz                       | Delantero     | América de Cali        |
|     | Nicolas Lobatón                    | Delantero     | Once Caldas            |
|     | Orlando Mesa                       | Delantero     | América de Cali        |
|     | Javier "Toro" Tamayo               | Delantero     | América de Cali        |
|     | Gustavo Santa                      | Delantero     | Atlético Nacional      |
|     | Abel Antonio Álvarez               | Mediocampista | Atlético Nacional      |
|     | Alfonso Cañón                      | Mediocampista | Independiente Santa Fé |
|     | Alfonso Tovar                      | Delantero     | Deportivo de Cali      |
|     | Jorge "Pocho" Ramírez              | Delantero     | Deportes Quindío       |
|     | Jaime Deluque Barros               | Portero       | Unión Magdalena        |
|     | César Darío López                  | Defensa       | Deportivo Pereira      |
|     | Aurelio Palacios                   | Defensa       | Unión Magdalena        |
|     | Mario Luis Moreno                  | Mediocampista | América de Cali        |

### Goleadores
| Jugador               | Goles anotados | Asis. | PJ |   |
| Jorge González        | 2              | -     | -  | - |
| Hermenegildo Segrera  | 2              | -     | -  | - |
| Javier Tamayo         | 1              | -     | -  | - |
| Orlando Mesa          | 1              | -     | -  | - |
| Jorge Ramírez Gallego | 1              | -     | -  | - |
| --------------------- | -------------- | ----- | -- | - |